# (3853) Haas
(3853) Haas (1981 WG1) – planetoida z pasa głównego asteroid okrążająca Słońce w ciągu 4 lat i 259 dni w średniej odległości 2,81 j.a. Została odkryta 24 listopada 1981 roku w Lowell Observatory Anderson Mesa Station przez Edwarda Bowella.